# Synagoga v Uhlířských Janovicích
Synagoga stojí v centru města Uhlířské Janovice v okrese Kutná Hora.

## Historie a popis
Původně barokní budova z roku 1798, jež stojí jako čp. 111 v dnešní Zdravotní ulici, nahradila starší modlitebnu. Ve stejném období vznikla místní židovská obec, o což se zasloužil koželuh Jakub Guth (1752-1810) a německá škola, kterou židé využívali pro získání vysvědčení o absolvování výuky němčiny, což bylo podle § 472 z roku 1805 podmínkou získání povolení ke svatbě.
V letech 1806, 1860 a především 1913, kdy požár poškodil výše zmíněnou německou židovskou školu a dalších 15 domů v židovské ulici, proběhly rekonstrukce, z nichž poslední podle návrhu stavitele Josefa Hadraly. Ten dal synagoze pod vlivem módní secese a byzantského slohu orientální vzhled, díky němuž budova získala maurské oblouky nejen v interiéru, ale také na obloucích oken a portálu, který rovněž zdobí Desatero. Zároveň střechu ozdobil vížkou s cibulovou bání.
V interiéru je dochováno mnoho prvků z původního vzhledu synagogy, a tak lze dosud obdivovat zachované lavice, mosazné nástěnné svícny, klenbu sálu a nevšední barevné vitráže osmi oken, čtyři z nichž zdobí Davidova hvězda. Dlažba v synagoze byla vykoupena z regionálního zemědělského statku místním husitským farářem na přelomu tisíciletí, z téže doby pochází i současný oltář.
Židovské náboženské obci sloužila až do druhé světové války, kdy došlo k odsunu židů do koncentračních táborů. Následně ji roku 1953 převzala Církev československá husitská, jež ji využívá dodnes jako Husův sbor k bohoslužebným účelům a duchovní péči.